# Clypecharis
Clypecharis is een geslacht van vliesvleugeligen uit de familie Eulophidae. De wetenschappelijke naam van dit geslacht is voor het eerst geldig gepubliceerd in 2003 door Gumovsky.

## Soorten
Het geslacht Clypecharis is monotypisch en omvat slechts de volgende soort:
- Clypecharis rostrifera Gumovsky, 2003